# Nos jours légers
Pour plus de détails, voir Fiche technique et Distribution.
Nos jours légers (Alex und der Löwe) est un film allemand réalisé par Ives-Yuri Garate, sorti en 2010.

## Synopsis
Leo est en couple avec Carla depuis quatre ans, mais il n'est pas près de se marier. Alex est avec Daniel, mais il s'aperçoit qu'il le trompe et cela met fin à leur relation.
Leo sent qu'il est attiré par les hommes et il rompt avec Carla qui est sous le choc de cette révélation. Leo en fait part à Alex envers qui il ressent une certaine attirance, mais il est trop timide pour le lui avouer. Ils sortent dans une boîte de nuit, mais Leo a trop bu et Alex le ramène à côté dans l'appartement de leur copine Steffi. Il repousse les avances de Leo. Mais ensuite, à une soirée dansante chez Steffi, Leo reprend l'initiative et ils passent la nuit ensemble. Mais au contraire de Leo, Alex n'est pas intéressé par une relation durable, de peur d'être de nouveau abandonné. Alors Leo le met à la porte.
Alex rend visite à Tobi pour tout lui raconter et celui-ci décide de prendre les choses en main, bien qu'il ne puisse souffrir Leo. Il va le voir et le convainc de faire le bonheur d'Alex. Finalement, il sonne à la porte et vient s'excuser. Leo et Alex s'embrassent et toute la bande se retrouve content.[style à revoir]

## Fiche technique
- Titre : Nos jours légers
- Titre original : Alex und der Löwe
- Réalisation : Ives-Yuri Garate (de)
- Scénario : André Marc Schneider
- Budget : 25 000 €
- Pays d'origine : Allemagne
- Format : Couleurs - 1,85:1 - Dolby Digital - 35 mm
- Genre : Comédie
- Durée : 96 minutes
- Date de sortie : 2010

## Distribution
- Marcel Schlutt : Leo Krieg
- André Marc Schneider : Alex Vennemann
- Sascia Haj : Steffi Graf